# Ново-Гур'євське
Ново-Гур'євське (рос. Ново-Гурьевское) — селище Озерського міського округу, Калінінградської області Росії. Входить до складу Красноярського сільського поселення.
Населення —  449 осіб (2015 рік). 